# Ryszard Szeremeta

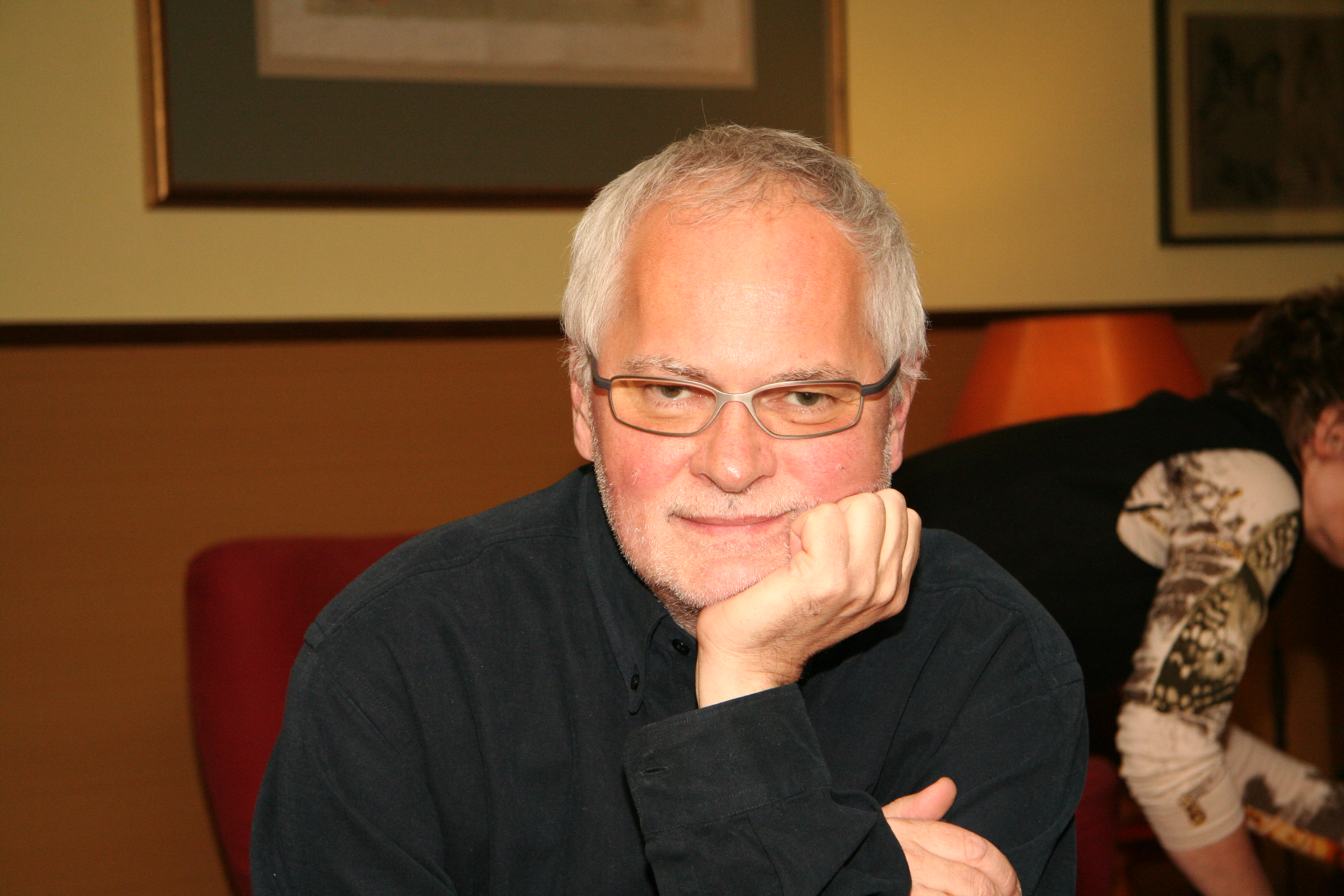
Ryszard Szeremeta im Jahr 2006

Ryszard Szeremeta (* 5. Mai 1952 in Krakau) ist ein polnischer Komponist, Dirigent und Jazzsänger.

## Wirken
Szeremeta studierte an der Musikakademie Krakau Komposition bei Lucjan Kaszycki (1971–75), Dirigieren bei Jerzy Katlewicz (1972–75) und elektronische Musik bei Józef Patkowski (1974–76). Weitere Lehrer waren Zbigniew Bujarski, Mieczysław Drobner, Elżbieta Dziębowska, Aleksander Frączkiewicz, Zbigniew Jeżewski, Tadeusz Machl, Krzysztof Meyer, Krystyna Moszumańska-Nazar, Józef Rychlik, Bogusław Schaeffer, Marek Stachowski, Jacek Targosz und Mieczysław Tomaszewski. 1982 absolvierte er sein Postgraduiertenstudium an der Guildhall School of Music and Drama in London bei Alfred Nieman und Robert Saxon, 1986 vervollkommnete er seine Kenntnisse der Computermusik im Stockholmer Elektronmusikstudion bei Lars Gunnar Bodin und Tamas Ungvary.
Als Komponist debütierte Szeremeta mit der grafischen Partitur Tygodniówka, die bereits 1971 von der Jazzrock-Gruppe Laboratorium um Janusz Grzywacz uraufgeführt wurde. Von 1976 bis zu dessen Auflösung 1985 gehörte er als Bariton dem Jazzvokalisten-Quartett Novi Singers (mit Ewa Wanat, Waldemar Parzyński und Janusz Mych) an, mit dem er in Polen und im Ausland (u. a. beim Jazz Jamboree in Warschau und beim Montreux Jazz Festival) auftrat und für das er polnische Volksmusik, Weihnachtslieder und Mazurken Chopins arrangierte. 2001 kam die Gruppe noch einmal für einen Auftritt beim Warschauer Herbst zusammen.
Mit dem Warschauer Herbst war Szeremeta seit seinem Debüt mit dem Stück Advocatus Diaboli verbunden und brachte dort neun seiner Werke zur Welturaufführung. Weiterhin leitete er von 1985 bis 1998 das Experimentelle Studio des Polnischen Rundfunks und arbeitete mit dem von Andrzej Trzaskowski geleiteten Jazzorchester des Rundfunks zusammen. Seit 1990 komponierte er auch für den Film und das Fernsehen (ARD, ZDF, SDF, Arte, 3 Sat). In den 1990er Jahren gehörte er dem Repertoire-Komitee des Warschauer Herbstes an und war Vizepräsident des Polnischen Komponistenverbandes.

## Preise und Auszeichnungen
Szeremeta wurde vielfach ausgezeichnet, u. a. mit dem Großen Preis beim Tadeusz-Baird-Wettbewerb für junge Komponisten (1977), dem Preis beim Polnischen Rundfunkwettbewerb (1979), den Preisen bei Wettbewerben für elektroakustische Musik in Bourges (1981), Varèse (1984) und Oslo (1989), dem Henryk-Wars-Preis der Künstlervereinigung ZAiKS und dem European Radio Union Tribunal in Budapest (1995).

## Werke
- Wzytki Płacze für Chor und Perkussion nach Texten von Jan Kochanowski (1975)
- Suita Kreacje für Vokalquartett und Instrumentalensemble (1978)
- Capricorn für Cembalo (1979)
- Excitation für Tenor, Vokalquartett, Klavier, Perkussion und Bass (1979)
- On a slow fire für Vokalquartett und Instrumentalensemble (1979)
- Marry go round  für Vokalquartett und Instrumentalensemble (1979)
- The Sleeping Beauty für Vokalensemble (1979)
- Advocatus diaboli für großes Sinfonieorchester (1980–1981)
- Points I für Elektronik und interaktive Improvisation (1981)
- Points II für Elektronik und interaktive Improvisation (1981)
- Święty eksperyment für zwölf Gesangsstimmen, zwei präparierte Klaviere, Xylophon und Magnettonband (1983)
- Pulse rate für Elektronik und interaktive Improvisation (1984)
- Amphora für Elektronik und interaktive Improvisation (1984)
- Agent Orange für Elektronik und interaktive Improvisation  (1986)
- Miraculeo für Elektronik und interaktive Improvisation  (1988)
- Chamber Music für Stimme, Elektronik und interaktive Improvisation (1988)
- Don Roberto and Dona Mercedes (Gravity, Gloomy River, C-C-D Blues, Musician, Tightrope Dancer, Stuck to Joe, Dona Mercedes, Don Roberto) für Saxophon, Tonband, Perkussion und Elektronik (1988)
- Constellation (Libra, Aquarius, Scorpius, Hydra, Cancer, Pictor, Crater, Columba) für Vokalsextett und Instrumentalensemble (1988)
- Trickstar für Elektronik und interaktive Improvisation  (1989)
- Mirror I – Liryki Jamesa Joyce’a für Elektronik und interaktive Improvisation  (1989)
- Mirror II – Liryki Jamesa Joyce’a für Elektronik und interaktive Improvisation  (1989)
- Entering 1990 für Elektronik und interaktive Improvisation (1990)
- Patchwork für großes Sinfonieorchester (1990)
- Double Saxophone Concerto (1990)
- Vision and Utopia für Elektronik und interaktive Improvisation  (1990)
- M’ bout M für Elektronik und interaktive Improvisation  (1993)
- SY 99 Message für Elektronik und interaktive Improvisation (1993)
- Stringplay für Elektronik und interaktive Improvisation (1994)
- Triple Concerto für Elektronik und interaktive Improvisation (1995)
- Extraterrestrials (Faraway Galaxies, Set-off into, Contacts of the Third Kind, Visitors from the Outer Space, Signs of the Past, Weightlessness) für Elektronik und interaktive Improvisation  (1995)
- Hourglass für Tonband, Geige oder ein anderes Instrument und interaktive Improvisation (1996)
- Triple Concerto per Uno (Koncert potrójny na jedną taśmę) für Elektronik und interaktive Improvisation  (1997)
- Metrograph Future für Elektronik und interaktive Improvisation (1997)
- Un morceau de Mac für Elektronik und interaktive Improvisation (1997)
- Future Music für Elektronik und interaktive Improvisation  (1998)
- Metrograph Words für Elektronik und interaktive Improvisation (1998)
- Metrograph Touch für Elektronik und interaktive Improvisation (1998)
- Belief für Elektronik und interaktive Improvisation (1999)
- Celtic Circles (Druide, The Magic Mistletoe, The Holy Grove, The Golden Sickle, Rune-Stones, Dance of Life) für Elektronik und interaktive Improvisation  (2001)
- Metrograph 45 SE für Elektronik und interaktive Improvisation (2002)
- Legendary Creatures (Life-giving Protoplasma, From single cells to the Crown of the Creation, Primitive Life-forms, Inhumane Living Beings, Creatures from the Realms of Fables) für Elektronik und interaktive Improvisation  (2004)
- Voodoo-cults (Mental Preparation, Trance-Prophecies, Elemental Spirits, Mediumize, Macumba, Frenzy) für Elektronik und interaktive Improvisation (2006)
- Druids’ Knowledge (Priests of Albion, Voice of Deity, Bards of God, Sacred Grove, Servants of Divinity, Lost Knowledge) für Elektronik und interaktive Improvisation  (2008)
- Ballet of the Electrons (Setting up of the Neutrons, Step by step, Fundamental Nuclear Particles, Tap-dance-accelerator, Particle configuration, Quantum Jumps) für Elektronik und interaktive Improvisation  (2010)
- Microcosmos Macrocosmos (Tabula Smaragdina, Mind and Matter, Tectonics of a Monad, Structural stones of the Universe, Devision Ratio, Down to the Last Detail) für Elektronik und interaktive Improvisation (2012)
- The Art of Genetics (Enlarged Cognition, Natural patterns, Schematic structures, Hereditary dispositions, Inseminate  Code) für Elektronik und interaktive Improvisation  (2014)
- Soul Solution (Attempt to Liberate, Intermediate State, Inner Space, Goin Inward, Borderlines, Deliverence)für Elektronik und interaktive Improvisation  (2016)